# Сражения в Босанской Краине
После начала массированных бомбардировок Республики Сербской хорватские и бошняцкие силы провели ряд наступательных операций против боснийских сербов. Целью этих операций было захватить как можно больше сербских территорий в Западной Боснии, включая Приедор, Сански-Мост и Мрконьич-Град, создать угрозу столице Республики Сербской Баня-Луке и вынудить сербов заключить мир на условиях, продиктованных Западом.
Наступлению хорватов и бошняков способствовала эйфория, возникшая после уничтожения Республики Сербская Краина.

## Источник
- Сражения в Босанской Краине в сентябре-октябре 1995 года